# 720 v.Chr.

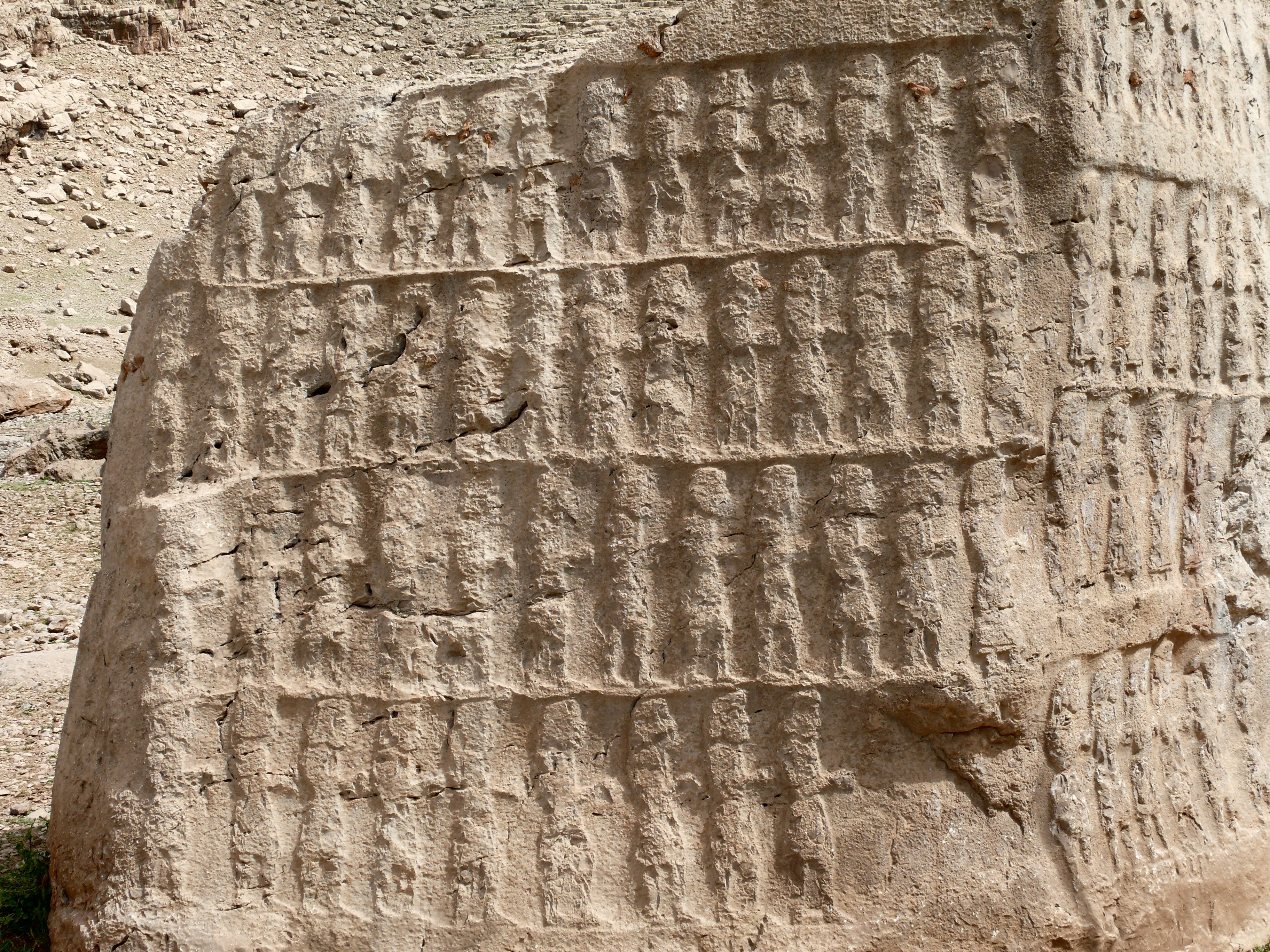
Elamitische afbeelding van een runderoffer (8e/7e eeuw v.Chr.) in Kul-e Farah bij Izeh

Het jaar 720 v.Chr. is een jaartal in de 8e eeuw v.Chr. volgens de christelijke jaartelling.

## Gebeurtenissen

### Assyrië
- Koning Sargon II van Assur begint een veldtocht tegen Babylon en Elam.
- Sargon II wordt in de slag bij Der Badrah verslagen door Humbanigash van Elam.
- De vorst van Hamath leidt Damascus in een opstand tegen de Assyriërs.
- Slag bij Qarqar: Sargon II verslaat de Syrische coalitie en verovert Arpad en Damascus.
- Hanuna van Gaza krijgt hulp van Egypte om het Assyrische juk af te schudden.

### Klein-Azië
- Midas van Phrygië mengt zich in de problemen van het koninkrijk Urartu.

### Italië
- Griekse kolonisten uit Achaea en Troezen stichten de handelsnederzetting Sybaris.

### Griekenland
- Messenië wordt door Sparta onderworpen.